# Chang-Ngo (cràter)
Chang-Ngo és un petit cràter d'impacte situat a la cara visible de la Lluna, al sector nord-est de l'interior del cràter Alphonsus. Al costat del cràter es troben altres quatre formacions similars: Ravi (al nord-est); Monira (a l'est nord-est); Josep (a l'est); i Soraya (al sud sud-est).

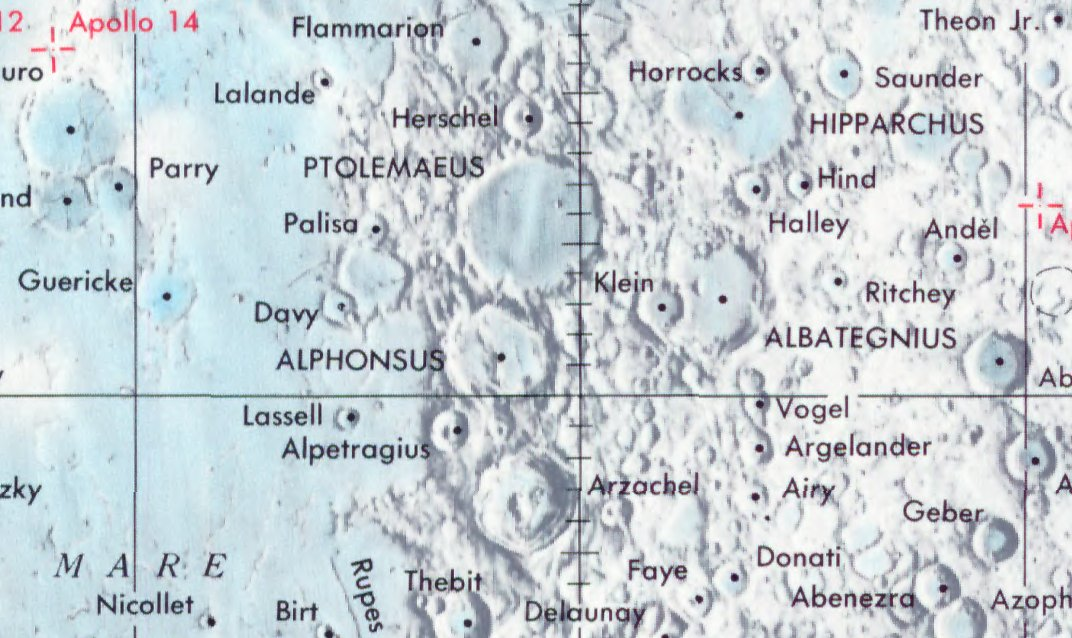
Localització de Chang-Ngo (centre de la imatge)
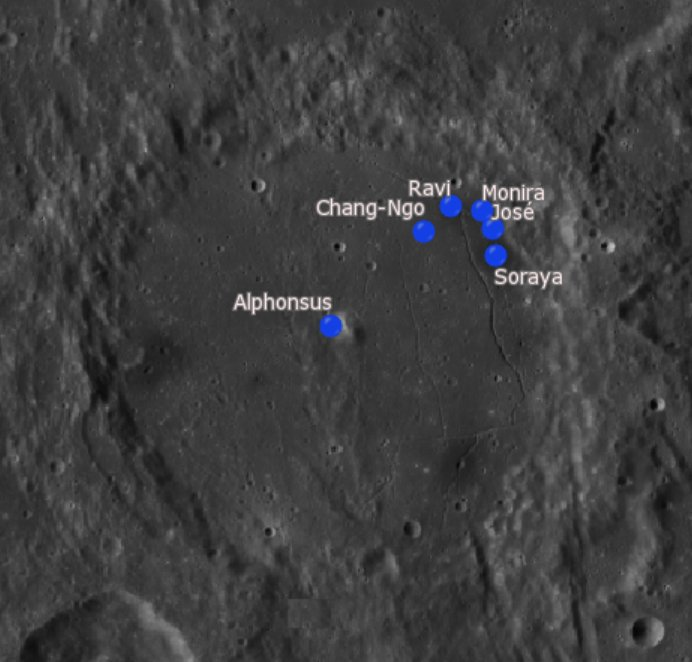
Rodalies de Chang-Ngo

Té una forma ovalada, amb el seu eix major orientat cap al nord-est.